# Néphélé (épouse d'Athamas)
Pour les articles homonymes, voir Néphélé.
Dans la mythologie grecque, Néphélé (en grec ancien Νεφέλη / Nephélē, de νέφος / néphos, « nuage », en latin Nebula ou Nubes) est une nymphe des nuages, épouse d'Athamas et mère de Phrixos et Hellé. Elle est parfois confondue avec son homonyme Néphélé, un nuage auquel Zeus donne l'apparence d'Héra et qui devient ensuite l'ancêtre des centaures, bien que leurs mythes soient assez différents.
Lorsqu'Athamas se remarie avec une princesse nommée Ino, Néphélé est répudiée, étant ainsi séparée de ses deux enfants. Ino complote pour tuer les enfants de Néphélé, afin que ses propres fils, Léarque et Mélicerte, héritent du royaume. Ino réussit à obliger les femmes du royaume à bouillir le blé qui était semé afin que le pays tombe dans une famine. Le roi, désemparé, cherche de l'aide mais Ino lui impose de sacrifier Phrixos pour conjurer la malédiction.
Néphélé demande alors l'aide des dieux : sa prière est entendue par Hermès qui envoie un bélier ailé à la toison d'or du nom de Chrysomallos afin de soustraire Hellé et Phrixos à leur belle-mère.